# 40. rozdanie nagród Złotych Malin
40. rozdanie nagród Złotych Malin za rok 2019 odbyło się 14 marca 2020 roku. Nagrody przyznane zostały na podstawie wyników głosowania członków Golden Raspberry Foundation. Ogłoszenie oficjalnej listy nominowanych odbyło się 8 lutego 2020 roku, a więc na dzień przed Oscarami 2020.
W tym roku po raz pierwszy pojawiła się kategoria "Lekkomyślny brak szacunku dla ludzkiego życia lub własności publicznej".
Jest to pierwsze wręczenie Złotych Malin transmitowane przez telewizję i drugie wręczenie tych nagród przyznane nie przed Oscarami tak jak jest obecnie, a po Oscarach (pierwszy raz taka sytuacja miała miejsce w 2012 roku – Oscary przyznano 26 lutego, a Złote Maliny 1 kwietnia).

## Zwycięzcy i nominowani

### Najgorszy film
- Debra Hayward, Tim Bevan, Eric Fellner i Tom Hooper – Koty
- Daniel Grodnik, Oscar Generale, Bill Kenwright – Fanatyk
- Lucas Jarach, Daniel Farrands, Eric Brenner – Sharon Tate
- Ozzie Areu, Will Areu, Mark E. Swinton – Pogrzeb rodziny Madei
- Avi Lerner, Kevin King Templeton, Yariv Lerner, Les Weldon – Rambo: Ostatnia krew

### Najgorszy aktor
- John Travolta
  - Fanatyk jako Moose
  - Na zakręcie jako Sam Munroe
- James Franco – Zeroville jako Vikar
- David Harbour – Hellboy jako Hellboy / Anung Un Rama
- Matthew McConaughey – Przynęta jako Baker Dill
- Sylvester Stallone – Rambo: Ostatnia krew jako John J. Rambo

### Najgorsza aktorka
- Hilary Duff – Sharon Tate jako Sharon Tate
- Anne Hathaway –
  - Oszustki jako Josephine Chesterfield
  - Przynęta jako Karen Zariakas
- Francesca Hayward – Koty jako Wiktoria
- Tyler Perry – Pogrzeb rodziny Madei jako Mabel „Madea” Simmons
- Rebel Wilson – Oszustki jako Penny Rust

### Najgorszy aktor drugoplanowy
- James Corden – Koty jako Kot Bywalec
- Tyler Perry – Pogrzeb rodziny Madei jako Joe
- Tyler Perry – Pogrzeb rodziny Madei jako wujek Heathrow
- Seth Rogen – Zeroville jako „Wiking”
- Bruce Willis – Glass jako David Dunn

### Najgorsza aktorka drugoplanowa
- Rebel Wilson – Koty jako Plameczka Pac
- Jessica Chastain – X-Men: Mroczna Phoenix jako Vuk
- Cassi Davis – Pogrzeb rodziny Madei jako Betty Ann „Ciotka Bam” Murphy
- Judi Dench – Koty jako Nestorka
- Fenessa Pineda – Rambo: Ostatnia krew jako Gizelle

### Najgorszy reżyser
- Tom Hooper – Koty
- Fred Durst – Fanatyk
- James Franco – Zeroville
- Adrian Grünberg – Rambo: Ostatnia krew
- Neil Marshall – Hellboy

### Najgorszy scenariusz
- Koty – Lee Hall i Tom Hooper; na podstawie musicalu Koty autorstwa Andrew Lloyd Webbera, który został oparty na Wierszach o kotach autorstwa T.S. Eliota
- Sharon Tate – Daniel Farrands
- Hellboy – Andrew Cosby; na podstawie komiksu Mike'a Mignoli
- Rambo: Ostatnia krew – Matthew Cirulnick i Sylvester Stallone; na podstawie postaci Rambo autorstwa Davida Morrella

### Najgorsze ekranowe połączenie
- Wszystkie dwa pół kocie, pół łudzkie futrzaki – Koty
- Jason Derulo i jego komputerowo wygenerowane krocze – Koty
- Tyler Perry i Tyler Perry (albo Tyler Perry) – Pogrzeb rodziny Madei
- Sylvester Stallone i jego bezsilny gniew – Rambo: Ostatnia krew
- John Travolta i wszystkie scenariusze, które przyjmuje

### Najgorszy prequel, sequel, remake lub plagiat
- Rambo: Ostatnia krew
- X-Men: Mroczna Phoenix
- Godzilla II: Król potworów
- Hellboy
- Pogrzeb rodziny Madei

### Lekkomyślny brak szacunku dla ludzkiego życia lub własności publicznej
- Rambo: Ostatnia krew
- Krew na betonie
- Sharon Tate
- Hellboy
- Joker

### Odkupienie za Złotą Malinę
- Eddie Murphy – Nazywam się Dolemite
- Keanu Reeves – John Wick 3 i Toy Story 4
- Adam Sandler – Nieoszlifowane diamenty
- Jennifer Lopez – Ślicznotki
- Will Smith – Aladyn